# William Joseph Seymour
William Joseph Seymour (ur. 2 maja 1870 w Centerville w parafii St. Mary w stanie Luizjana, zm. 28 września 1922 w Los Angeles w stanie Kalifornia) – amerykański kaznodzieja i ewangelista. Wraz z Charlesem Foxem Parhamem, był jedną z dwóch czołowych postaci rozwoju i rozprzestrzeniania się ruchu zielonoświątkowego. Przywódca Przebudzenia przy Azusa Street w Los Angeles w 1906. Uznawany za ojca XX-wiecznego amerykańskiego ruchu zielonoświątkowego.

## Życiorys
Urodził się jako syn byłego niewolnika w Luizjanie. W 1905 został uczniem nowo powstałej szkoły biblijnej założonej przez Charlesa Parhama w Houston. Tam poznał główne założenia Ruchu Uświęceniowego. Tam doświadczył też daru mówienia językami jako potwierdzenia darów Ducha Świętego.
Później przeniósł się do Los Angeles w Kalifornii aby zacząć służbę w kościele. Jednak z powodu jego zielonoświątkowej doktryny został usunięty z parafii gdzie został mianowany. Poszukując miejsca gdzie mógłby kontynuować swoją pracę znalazł zaniedbany budynek w centrum Los Angeles przy ulicy Azusa Street. Zmarł na atak serca w 1922 roku.